# Sjogerstad
Sjogerstad är en ort i Skövde kommun i Västra Götalands län, belägen söder om Skultorp och norr om Borgunda.
Sjogerstad är kyrkby i Sjogerstads socken. Här ligger Sjogerstads kyrka.

## Fornlämningar
Från järnåldern finns gravar, stensättningar och domarringar. På kyrkogården finns en gravsten försedd med en runinskrift.

## Ortnamnet
Namnet skrevs 1288 Sigualzstadum. Efterledet är sta(d), 'plats, ställe'. Förledet innehåller mansnamnet Sigvald.